# Super R.B.I. Baseball
A Super R.B.I. Baseball baseball-videójáték, melyet a Gray Matter Inc. fejlesztett és a Time Warner Interactive jelentetett meg. A játék 1995 júniusában jelent meg Észak-Amerikában, kizárólag Super Nintendo Entertainment Systemre.
A játékhoz megváltották a Major League Baseball Players Association licencét, így az 700 valós, az 1994-es Major League Baseball-szezon során pályára lépett játékost, illetve 50 nem licencelt csapatot tartalmaz. A játékban hat játékmód kapott helyet: barátságos mérkőzés, hazafutásverseny, védőjáték-gyakorlat, rájátszás, liga (ebben a csapatok az NBA Jamhez hasonlóan egymás után mérkőznek meg a többi csapattal), illetve „mérkőzészúzó” (ebben a játékosoknak különböző forgatókönyv szerint kell lejátszaniuk a mérkőzéseket).
A realisztikusan ábrázolt stadionokat képregényszerű játékosokkal kompenzálták. Mivel a játékhoz nem váltották meg a Major League Baseball licencét ezért a stadionok csak nagyvonalakban követik a valós másukat. A játék kommentátora Jack Buck.

## Fogadtatás
A játék megosztott kritikai fogadtatásban részesült. A GamePro rendkívül dicsérte a játék opcióinak és statisztikáinak nagy számát, valamint a részletes grafikát. Ezzel szemben az irányítást negatívumként emelték ki, megjegyezve, hogy a gombkiosztás zavaró és a gombnyomásokra lassan reagálnak a játékosok. Összegzésként kiemelték, hogy „A Super RBI több opcióval rendelkezik, mint bármely másik baseballkazetta, így komoly konkurenciát kellett volna jelentenie az olyan kiváló játékoknak, mint a World Series Baseball. Nagy kár, hogy az irányítás alávágott ennek a potenciálnak.” A Game Players magazin szerkesztője sokkal kritikusabb volt a játékkal szemben, amire 57/100-as pontszámot adott. Szerinte a játék grafikája nem elég részletes, az a Nintendo Entertainment System-játékok képi világát idézi. Ezek mellett további negatívumként emelte ki a lassú játékmenetet, a gyenge kamerakezelést, a szokatlan gombkiosztást és a rendes szezonmód hiányát, ezzel szemben dicsérte a játékmódok és a csapatok széles választékát. Összegzésként kiemelte, hogy a Super R.B.I. Baseball nem több az RBI Baseball ’95 lecsupaszított verziójánál, és a játék „nem nyújtja azt az izgalmat vagy játékmenetet, amit egy Super NES-baseballjátéktól elvárnánk”.

## Fordítás
- Ez a szócikk részben vagy egészben  a   Super R.B.I. Baseball című angol Wikipédia-szócikk ezen változatának fordításán alapul.  Az eredeti cikk szerkesztőit annak laptörténete sorolja fel. Ez a jelzés csupán a megfogalmazás eredetét és a szerzői jogokat jelzi, nem szolgál a cikkben szereplő információk forrásmegjelöléseként.